# RapidQ
RapidQ (также известен как Rapid-Q) — бесплатный кроссплатформенный полу-объектно-ориентированный диалект языка программирования Бейсик.

## Описание
С помощью него можно создавать приложения с консольным или графическим пользовательскими интерфейсами, а также приложения Common Gateway Interface. Интегрированная среда разработки включает конструктор форм с возможностью перетаскивания, подсветку синтаксиса и компиляцию одной кнопкой. Доступны версии для Windows, Linux, Solaris и HP-UX.
Дополнительными функциями, обычно не встречающимися в языках BASIC, являются обратные вызовы функций и примитивная объектная ориентация. Язык назван его автором полу-объектно-ориентированным, потому что существует только два уровня иерархии классов: встроенные классы и пользовательские классы, производные от них; последние не может быть расширены дальше. Доступна возможность вызова общих динамических библиотек, что даёт полный доступ к программному интерфейсу базовой операционной системы. Другие возможности включают встроенные интерфейсы для DirectX и MySQL.
RapidQ имеет компилятор байт-кода, который создаёт автономные исполняемые файлы, связывая сгенерированный байт-код с интерпретатором, который является автономным.
Автор RapidQ, Уильям Ю (англ. William Yu), продал исходный код компании REAL Software, создателям REALbasic, в 2000 году. Свободно распространяемая программа была улучшена, и активной группой пользователей было создано множество дополнительных компонентов.